# Rachael Taylor
Rachael May Taylor (ur. 11 lipca 1984 w Launceston w Tasmanii) – australijska aktorka filmowa i modelka.

## Wybrana filmografia

### Filmy
| Rok  | Tytuł                  | Rola                    | Uwagi             |
| ---- | ---------------------- | ----------------------- | ----------------- |
| 2005 | Man-Thing              | Teri Elizabeth Richards | Debiut kinowy     |
| 2006 | Hotel śmierci          | Zoe Warner              |                   |
| 2007 | Transformers           | Maggie Madsen           | Rola drugoplanowa |
| 2008 | Shutter                | Jane Shaw               |                   |
| 2008 | Uwiedziony             | Kobieta w holu          | Rola epizodyczna  |
| 2011 | Najczarniejsza godzina | Anne                    |                   |
| 2012 | Jakieś pytania do Bena | Alex                    |                   |
| 2016 | Gold                   | Rachel Hill             |                   |

### Telewizja
| Rok       | Tytuł           | Rola                    | Uwagi                   |
| --------- | --------------- | ----------------------- | ----------------------- |
| 2005      | Córki McLeoda   | Natalie Louise Brown    | 1 odcinek               |
| 2011      | Chirurdzy       | Dr. Lucy Fields         | 8 odcinków              |
| 2012–2013 | 666 Park Avenue | Jane Van Veen           | Rola główna             |
| 2014      | Stan kryzysowy  | Susie Dunn              | Główna rola             |
| 2015–2019 | Jessica Jones   | Patricia „Trish” Walker | Główna rola             |
| 2016      | Luke Cage       | Patricia „Trish” Walker | Rola głosowa, 1 odcinek |
| 2017      | Defenders       | Patricia „Trish” Walker | Miniserial, 4 odcinki   |